# Antoni Młotek
Antoni Młotek (ur. 23 października 1940 w Dawidowie k. Lwowa, zm. 2 kwietnia 2018 we Wrocławiu) – polski duchowny katolicki, profesor nauk teologicznych. Specjalista w zakresie teologii moralnej. Pełnił funkcję kierownika Katedry Teologii Moralnej Ogólnej Papieskiego Wydział Teologicznego we Wrocławiu.

## Życiorys
Urodził się w 1940 roku w Dawidowie k. Lwowa. Szkołę podstawową ukończył w Wabienicach, a w Oleśnicy zdał maturę w 1957 roku. Studia teologiczne odbył w seminarium duchownym we Wrocławiu. Święcenia kapłańskie przyjął z rąk bp. Pawła Latuska w 1963 roku. Pracował jako wikariusz w parafii pw. św. Teresy na wrocławskich Osobowicach. W latach 1971–1973 kontynuował studia na ATK w Warszawie. Był prefektem studiów i dyrektorem biblioteki we wrocławskim seminarium duchownym. W 1970 roku został kapelanem sióstr Maryi Niepokalanej we Wrocławiu, a w latach 1971–73 wikariuszem parafii pw. NMP na Piasku. Od 1968 roku był wykładowcą teologii moralnej.
W 1993 roku otrzymał godność honorowego kapelana papieskiego. Od 2001 roku był profesorem zwyczajnym. Głównym przedmiotem jego zainteresowań naukowych były zagadnienia moralne w okresie patrystycznym. Został pochowany na Cmentarzu Parafii pw. NMP Różańcowej w Kiełczowie.

## Ważniejsze publikacje
- Postawy i świadectwa : Kościół wobec problemów moralnych IV wieku (1986),
- Teologia katolicka na Uniwersytecie Wrocławskim ze szczególnym uwzględnieniem dziejów teologii moralnej (1998),
- Powrót do Ojca : wokół chrześcijańskiej idei pojednania i pokuty (1999),
- Piękna dama Teologia : 300 lat Wydziału Teologicznego we Wrocławiu 1702–2002 (2002),
- Wabienice : parafia i sanktuarium (2003),